# 貸し農園

東京都内の貸し農園

貸し農園（かしのうえん）とは、都市の住民などが自然に親しむためにレクリエーションとしての自家用野菜・花の栽培を行ったり、高齢者が健康や自らの生きがいのために利用したり、また、食育や情操教育の観点から幼児・児童・生徒の体験学習などの多様な目的で小面積の農地を利用するための農園近年では企業の福利厚生や、食育、CSRなどの目的で利用される例も増えている。
ドイツではクラインガルテン（小さな庭）と呼ばれ、日本では市民農園と呼ばれるほか、レジャー農園、体験農園、レンタル農園など様々な名称で呼ばれる。この項ではそれらを総称して貸し農園とする。

## 沿革
日本に最初の市民農園が開設されたのは、1924年（大正13年）である。これは、園芸愛好家の民間団体である「京都園芸倶楽部」が事業として行ったもので、以降この倶楽部による分区農園（市民農園）の開設が次々に行われていった。しかし、これらの市民農園は、第2次世界大戦および戦後には全て消滅してしまい、1952年に現行の農地法が制定されたことにより、市民農園は農地制度的に存在できなくなってしまった。
　一度は中断していた日本の市民農園が動き始めたのは、昭和40年代中頃で、1969年に神戸市と東京の板橋区で市民農園が開設された。そして、都市部を中心に市民農園が開設されだし、1974年には全国で163農園を数えるようになった。
1975年になると、動きを見ていた農林水産省が、市民農園を「いわゆるレクリェーション農業」として認め、これにより市民農園の開設の動きが加速し、1987年には全国で2718農園に増加した。
1988年には、超党派の国会議員からなる市民農園促進議員連盟が発足し、法律制定への足場が固まるとともに、市民農園が政策に取り上げられるようになり、1989年に「特定農地貸付に関する農地法等の特例に関する法律」が制定され、条件付きながら農地法上から貸付け行為による市民農園の開設が可能になった。翌1990年には、「市民農園整備促進法」が制定され、附帯施設の整備も可能となった。

## 開設方法の分類
- 農園利用方式によるもの
- 市民農園整備促進法によるもの
- 特定農地貸付けに関する農地法の特例に関する法律（特定農地貸付法）によるもの
- ビル屋上・公園・宅地など農地以外で開設されたもの
- 農業体験農園によるもの

　　※厳密には体験農園は農産物の区画販売であり、農地のレンタルではないが、利用者の立場からすると市民農園などと同カテゴリーのサービスを提供していると言える
| 開設主体           | 5年度末 | 10年度末 | 15年度末 | 20年度末 | 23年度末 |
| ------------------ | ------- | -------- | -------- | -------- | -------- |
| 地方公共団体       | 807     | 1607     | 2258     | 2276     | 2343     |
| 農業協同組合       | 217     | 423      | 481      | 482      | 530      |
| 農業者             | 15      | 89       | 151      | 512      | 806      |
| 企業、NPO等        | －      | －       | 14       | 112      | 289      |
| 計                 | 1039    | 2119     | 2904     | 3382     | 3968     |
| 市民農園整備促進法 | 76      | 234      | 360      | 444      | 479      |
| 特定農地貸付法     | 963     | 1885     | 2544     | 2938     | 3489     |

## サービス
- 地方公共団体や農業協同組合、農家自らが開設する市民農園は年会費1万円前後の料金で15～30㎡程の区画を割って提供する例が多く、栽培指導や種苗、農機具貸し出しなどのサービスは付いていないことが多い。
- 農業体験農園においては農家自らが開設したうえで、年会費3～5万円程の料金で30㎡ほどの区画を設け、月2回程度の講習会、種苗用意、農機具貸し出し、簡易な休憩施設があることが多い。全国農業体験農園協会では「農作物を直接、1年を通して、全量買ってもらう契約栽培」としている[4]
- 2010年ごろから民間企業による屋上菜園など農地以外での開設も盛んになり、その場合の料金は年間10万円以上、区画面積も5㎡～などと既存の面積あたり料金とは大幅に異なる業態も生まれている。その分サービス内容も草取り、害虫駆除、水遣りの作業代行を請け負ったり、収穫した野菜を宅配するなど手厚くなっている